# Прапор Старої Рафалівки
Прапор Старої Рафалівки — офіційний символ села Стара Рафалівка Вараського району Рівненської області. Затверджений рішенням сесії Старорафалівської сільської ради від 14 серпня 1997 року.

## Опис
Квадратне полотнище, на червоному тлі жовта булава, обабіч неї по білому лапчастому хресту; по периметру прапора йде жовта лиштва, завширшки в 1/10 сторони прапора.

## Зміст
Булава відображає історію поселення та роль Павла Тетері у розвитку містечка. Червоне поле уособлює боротьбу проти загарбників за незалежність рідної землі, а хрести є символом пам'яті про загиблих у боях земляків. Білі хрести в червоному полі також підкреслюють традицію історичного герба Волині.

## Автори
Автори — А. Б. Гречило та Ю. П. Терлецький.